# Coleophora brevipalpella
Coleophora brevipalpella is een vlinder uit de familie kokermotten (Coleophoridae). De wetenschappelijke naam is voor het eerst geldig gepubliceerd in 1874 door Wocke.
De soort komt voor in Europa.